# Gez-ez-Angles
Gez-ez-Angles é uma comuna francesa na região administrativa de Occitânia, no departamento dos Altos Pirenéus. Estende-se por uma área de 2,37 km². Em 2010 a comuna tinha 29 habitantes (densidade: 12,2 hab./km²).